# Polymixis xanthomista xanthomista
Polymixis xanthomista xanthomista é uma subespécie de insetos lepidópteros, mais especificamente de traças, pertencente à família Noctuidae.
A autoridade científica da subespécie é Hübner, tendo sido descrita no ano de 1819.
Trata-se de uma subespécie presente no território português.